# Elliot
Elliot és un cràter sobre la superfície del planeta nan Plutó, situat amb el sistema de coordenades planetocèntriques a 14.28 ° de latitud nord i 141.18 ° de longitud est. Fa un diàmetre de 96 km. El nom va ser fet oficial per la UAI el huit d'agost del 2017 i fa referència a James Elliot (1943-2011), astrònom estatunidenc descobridor de l'atmosfera de Plutó.